# Cusheon Lake
Cusheon Lake är en sjö i Kanada.   Den ligger i provinsen British Columbia, i den sydvästra delen av landet, 3 600 km väster om huvudstaden Ottawa. Cusheon Lake ligger 96 meter över havet. Arean är 0,27 kvadratkilometer. Den ligger på ön Saltspring Island.Den sträcker sig 0,8 kilometer i nord-sydlig riktning, och 1,0 kilometer i öst-västlig riktning.
I omgivningarna runt Cusheon Lake växer i huvudsak blandskog.